# Allotraeus boninensis
Allotraeus boninensis är en skalbaggsart som först beskrevs av J. Linsley Gressitt 1937.  Allotraeus boninensis ingår i släktet Allotraeus och familjen långhorningar. Inga underarter finns listade i Catalogue of Life.